# Contusotruncana
Contusotruncana es un género de foraminífero planctónico de la subfamilia Globotruncaninae, de la familia Globotruncanidae, de la superfamilia Globotruncanoidea y del orden Globigerinida. Su especie tipo es Pulvinulina arca var. contusa. Su rango cronoestratigráfico abarca desde el Santoniense hasta el Maastrichtiense (Cretácico superior).

## Descripción
Contusotruncana incluía especies con conchas trocoespiraladas, de forma espiroconvexa; sus cámaras eran inicialmente subglobulares y finalmente angulares, seleniformes y en ocasiones cóncavas en el lado espiral; su contorno era redondeando o lobulado; sus suturas intercamerales eran incididas y rectas en el lado umbilical, y curvas o sigmoidales, y elevadas y nodulosas (carena circumcameral) en el lado espiral; su contorno ecuatorial es lobulado; su periferia era truncada y bicarenada, con las dos carenas separadas por una banda imperforada; en las últimas o últimas cámaras puede ser reducida a una sola carena; su ombligo era muy amplio, ocupando a veces la mitad del diámetro de la concha; su abertura principal era interiomarginal, umbilical, protegida por un sistema de pórticos, formando una pseudotegilla, que cubría la mayor parte del ombligo y provista de aberturas accesorias proximales y distales; presentaban pared calcítica hialina, finamente perforada, con la superficie generalmente lisa en el lado espiral y finamente pustulada en el lado umbilical.

## Discusión
Clasificaciones posteriores han incluido Contusotruncana en la superfamilia Globigerinoidea. Durante muchos años, la mayor parte de los autores utilizaron el nombre genérico Rosita para referirse al mismo concepto taxonómico que Contusotruncana, ya que los especialistas occidentales ignoraron la definición del género Contusotruncana dos años antes por el autor ruso. La única diferencia entre ambos géneros es su especie tipo y las diferencias que existen entre ambas especies, es decir, Contusotruncana fornicata para Rosita y Contusotruncana contusa para Contusotruncana. La mayor diferencia entre estas dos especies es la convexidad del lado espiral: Contusotruncana fornicata presenta un lado espiral poco convexo (concha de forma biconvexa) y Contusotruncana contusa muy convexo (concha de forma espiroconvexa cónica). Rosita podría ser todavía útil para agrupar las formas más primitivas de este linaje.

## Paleoecología
Contusotruncana incluía especies con un modo de vida planctónico, de distribución latitudinal tropical a templada, preferentemente tropical, y habitantes pelágicos de aguas profundas (medio mesopelágico inferior a batipelágico superior).

## Clasificación
Contusotruncana incluye a las siguientes especies:
- Contusotruncana contusa †
- Contusotruncana fornicata †
- Contusotruncana patelliformis †
- Contusotruncana plicata †
- Contusotruncana plummerae †
- Contusotruncana walfischensis †

Otras especies consideradas en Contusotruncana son:
- Contusotruncana caliciformis †
- Contusotruncana convexa †
- Contusotruncana leupoldi †
- Contusotruncana morozovae †